# Église Saint-Étienne de Saint-Étienne-de-Viauresque
L'église Saint-Étienne de Saint-Étienne-de-Viauresque est une église située en France sur la commune de Ségur, dans le département de l'Aveyron en région Occitanie.
Elle fait l'objet d'un classement au titre des monuments historiques depuis le 23 avril 1979.

## Localisation
L'église est située sur la commune de Ségur, dans le département français de l'Aveyron.

## Historique
L'édifice est classé au titre des monuments historiques en 1979.